# Kirtling
Kirtling est une paroisse civile et un village du Cambridgeshire, en Angleterre.